# Cairns Aquarium
Cairns Aquarium is een aquarium in Cairns in de Australische deelstaat Queensland. Dit aquarium werd in 2017 geopend en richt zich op de dieren van de draslanden en zeeën van tropisch Queensland.

## Beschrijving
Cairns Aquarium omvat twee etages en is thematisch opgezet met aquaria en terraria van wisselende grootte. Het aquarium bestaat uit de volgende themagebieden: de zoetwaterdelen "Freshwater", "Rainforest" en "Escarpment" met fauna uit het werelderfgoedgebied Wet tropics of Queensland, "Mangroves" met dieren uit de mangrovebossen, "Deep Reef" en "Barrier Reef" met zeedieren die voorkomen in het Groot Barrièrerif, en het "Oceanarium" met onder meer haaien en andere dieren uit de Koraalzee. Naast vissen en ongewervelde waterdieren zoals kwallen en kreeften, worden ook insecten, kikkers en reptielen gehouden.